# Thüngen
Thüngen è un comune mercato tedesco di 1 321 abitanti, situato nel circondario del Meno-Spessart nel distretto della Bassa Franconia nel land della Baviera.